# ミュンヘン空港

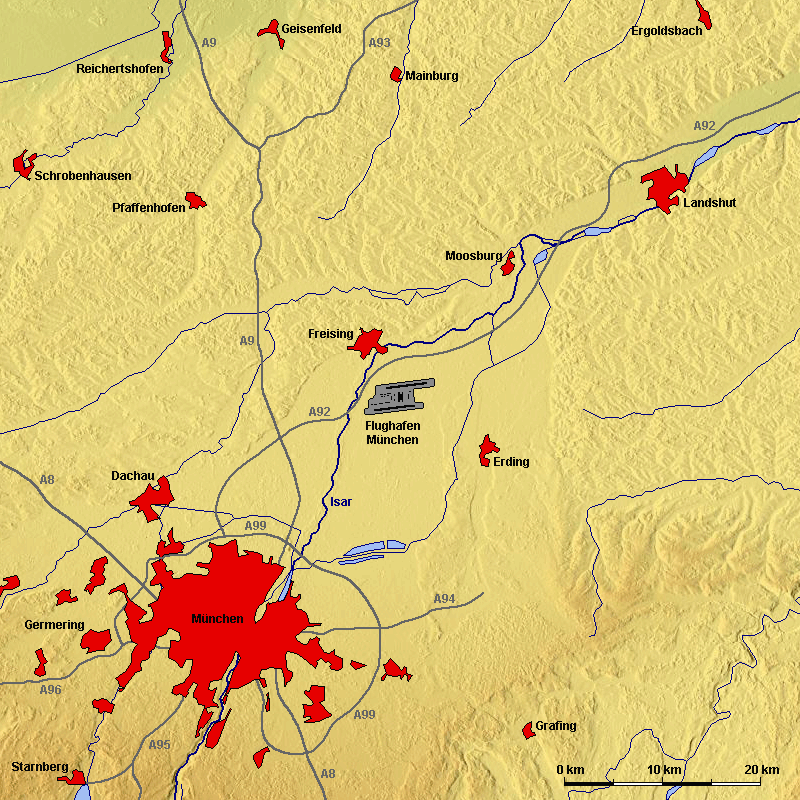
市街地との位置関係

ミュンヘン空港 (ドイツ語: Flughafen München, 英語: Munich Airport) (正式名: フランツ・ヨーゼフ・シュトラウス空港, ドイツ語: Flughafen München Franz Josef Strauß）は、ドイツ南部のバイエルン州ミュンヘン郊外（市内から北東約28km）のフライジング近くに位置する国際空港である。空港コードはMUC：IATA/EDDM：ICAO。ルフトハンザドイツ航空とスターアライアンスのハブ空港でもある。ルフトハンザドイツ航空に次いでエア・ドロミティの存在感が大きく、「イタリア最北の空港」といわれるほどである。1992年5月に開港した。正式名称は、バイエルン州の州首相やドイツの連邦財務大臣を務めた政治家、フランツ・ヨーゼフ・シュトラウスの名を冠したものである。
2018年の旅客数は約4600万人で、ドイツでは2番目、ヨーロッパでは8番目に多い空港であった。イギリスの調査会社スカイトラックスによる「ワールド・エアポート・アワード2016」で、2014年・2015年に続き3年連続で世界第3位（ヨーロッパでは第1位）の空港に選ばれた。

## 位置
ミュンヘン空港はミュンヘンから北東へ28 km離れたフライジング近くに位置する。1618 haの敷地のうち、東半分はエルディング郡Oberding、西半分がフライジング郡のHallbergmoosやde:Attachingなどに属している。12 km東にはエルディング航空基地がある。

## 歴史
1955年には既に旧ミュンヘン・リーム空港の滑走路を拡張する計画があったが、1960年に米軍輸送機が墜落した事故により55名が犠牲になり、郊外に新たな空港を建設する必要性が高まった。
1963年3月に新空港建設予定地の選定が始められ、3年後にHofoldingerの森林とErdinger Moosが適地として推薦された。
1974年、ミュンヘン空港有限会社(FMG:Flughafen München GmbH)は新空港計画を承認申請した。連邦行政裁判所で行われた5年間の公聴会を経て、1979年に連邦政府により滑走路3本からなる新ミュンヘン空港の計画が承認された。しかし、上述の事故の影響もあり、地域住民らによる異議申し立てがなされ、反対派住民5724人から5724件もの訴訟が出された。
行政裁判所で調停が続けられる中で、当局は1980年11月に着工に踏み切ったが、反対派住民らの上告を受けた裁判所が「認可手続きに問題あり」「空港規模が大きすぎる」として1981年4月に差し止めの裁定を下した。
そのため一時は空港の実現すら危ぶまれたが、日本の新東京国際空港（成田空港）建設にあたっての流血の事態が知れ渡り、「暴力による主張は双方の犠牲が大きな割に何も解決できない」との認識のもと、空港公団も反対派も「非暴力」による解決を目指した。
当局はごり押しの姿勢を捨て、地元の理解を得るために250回に及ぶ対話集会を4年間開催した。ケルン・ボン空港と同様、国際空港の需要バランスを良くするためミュンヘンやアウクスブルクの間の地域人口を考慮し、上手く取り込めるよう双方の間で議論がなされた。これらの対話によって、空港規模は当初計画の2050ヘクタールから1387ヘクタールに、滑走路は将来計画を含めて4本から2本に縮小された、それによって反対派は空港建設に原則同意し、空港公団は1986年春までに約400人の土地所有者からの用地取得を実現した。その後、反対運動の争点は騒音問題に移り、騒音公害の防止と夜間飛行禁止が求められたが、1989年7月に裁判所の「夜間飛行は昼間の発着の5%とする」とした調停案を双方が受け入れた。同時に空港ターミナルビルのデザインについても対話の議題に取り上げられ、そこで出された方針に基づいてガラスと樹木を多用した明るく開放的で親しみやすいデザインが取り入れられた。
これらの25年もの取り組みを経て、ミュンヘン空港の完成は当初計画より7年遅れることとなったが、1992年5月に開港を実現する。反対運動が渦巻き厳戒態勢の中で開港した成田空港とは対照的に、地域社会が祝福する中での門出であった。1994年には成田空港問題円卓会議に参加する日本の運輸省・新東京国際空港公団や住民団体などからなる調査団が現地で視察を行っている。
建設が始まった当時、Franzheimという村が空港予定地に存在したため、住民約500名が他の地域に移転した。ルフトハンザドイツ航空のメインハブ空港であるフランクフルト空港が飽和状態であるため、2018年現在、ミュンヘン空港はドイツ第2のハブ空港として機能している。
2003年6月に、ターミナル2がオープンし、ルフトハンザドイツ航空をはじめスターアライアンス各社が利用している。

## 施設

ミュンヘン空港全体地図

### 滑走路
4000 mの滑走路を2本備えている。2300 m離して平行に配置されており、2つの滑走路を全く独立して運用することで、1時間当たり発着数は最大で90となっている。

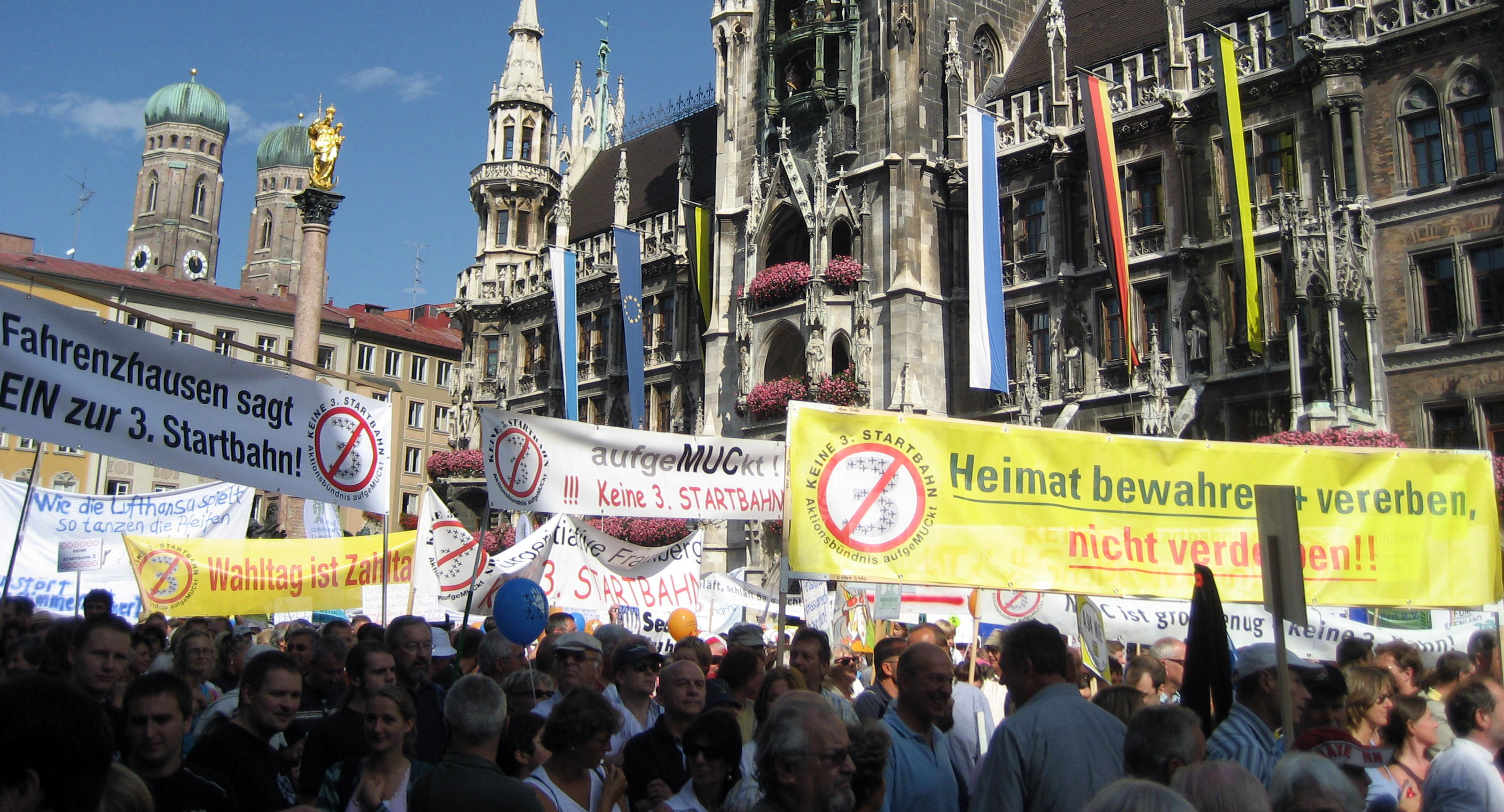
ミュンヘンでの第3滑走路抗議デモ

さらなる発着機数の増加を見越して、北側に第3滑走路を建造する計画があるが、近隣住民から反対の声もあがっている。

### 管制塔
管制塔は高さ78 mで、飛行場管制と地上管制を行っている。東側エプロンはターミナル2の影になって見えないため、ターミナル2サテライトの位置に地上管制塔が建っていた。サテライト建設によってサテライトと一体化している。

### 旅客ターミナル
ミュンヘン空港には、開港時から供用されている西側のターミナル1と、2003年から供用されている東側のターミネル2の2つの旅客ターミナルがある。ターミナル内には、空港内の自家醸造所で造ったビールを飲むことができるエアブロイ（Airbräu）がある。なお、このエアブロイのビールは毎年、名古屋・中部国際空港にルフトハンザ・カーゴにより空輸され、同空港内の店舗で味わうことができる。ドイツ以外でエアブロイを飲めるのは、中部国際空港のみである。

#### ミュンヘンエアポートセンター(MAC)
2つの旅客ターミナルを繋ぐ位置にあり、いわば玄関口となっている。ターミナル1と同時に作られた地下部は商業施設となっており、Sバーンのホームがある。ターミナル2に合わせて拡張された部分には、MACフォーラムという部分的に透明でテントのような屋根がかけられた広い空間がある。冬季にはマーケットやスケートリンクが開設され、その他にもいろいろなイベントの会場として利用されている。

#### ターミナル1
ターミナル1はスターアライアンス以外の航空会社に加えて、例外的にターキッシュ エアラインズも利用している。
ターミナル1は1992年5月17日にオープンした。延床面積は198,000m2で、年間1700万人の旅客を取り扱うことができる。AからEの5つのモジュールに分かれており、それぞれにチェックインカウンター、保安検査場などがあってほぼ独立して機能できるようになっている。保安検査後のモジュール間の行き来は、トランジットに必要な場合だけに制限されている。AとDはシェンゲン域内、BとCはシェンゲン域外向け、Eは到着便のみの取扱いである。例外的にMACにチェックインカウンター(Z)がある場合もある。
ターミナルは延長1081mでボーディングブリッジは21あるが、うち2つはバス連絡用の待合室となっている。A380対応のブリッジが1ヶ所あり、通常はエミレーツ航空が使用している。西側エプロンに60機分の駐機場があり、なかにはエプロン用搭乗橋が備わっているものもある。これはバスで運ばれた乗客が天候の影響を受けずに搭乗できるというもので、ピープルムーバーで連絡したサテライトを作るより投資額を抑えられる。
Hall Fはターミナル2のそばにある独立した建物で、イスラエル行きの航空便が使用するために安全対策が強化されている。他の建物からは徒歩で移動する必要があり、入館時にドイツ連邦警察局、バイエルン州警察の下チェックされ、バスで駐機場へ向かう。

#### ターミナル2
ターミナル2はルフトハンザドイツ航空やスターアライアンス加盟航空会社、地域提携航空会社などが利用している。ミュンヘン空港有限会社とルフトハンザドイツ航空の合弁会社が運営している。
2003年6月29日より供用された。延床面積260,000m2で、年間2500万人の旅客を扱える設計である。モジュール構成のターミナル1とは異なり、全ての施設は中央部の周りに配置されて「ハブ」として機能しやすく設計されている。チェックインカウンターはレベル3とレベル4の2階に分かれている。
ターミナルの延長は980mで、ボーディングブリッジは24備えている。東側エプロンには75機分の駐機場があるが、場合によってはターミナル1を挟んだ西側エプロンまでバスで旅客を運ぶこともある。
保安検査場はレベル4にあり、シェンゲン域内向けの搭乗待合室に連絡している。シェンゲン域外へ出発する旅客は保安検査後にレベル5に上がり出国審査を受ける。搭乗口もそれぞれG（域内）とH（域外）で区別して案内される。もともと到着客と出発客の動線を分けていなかったが、EUの保安規則を確保するため、2009年1月15日以降、同等の規則を実施していない国からの旅客はレベル6の到着エリアを経由し保安検査を受けることになった。

#### ターミナル2サテライト
ターミナル2サテライトは東側エプロンにあった荷捌き場を拡張・増築したもので、延長609m、延床面積は125,000m2である。ターミナル2と同様にシェンゲン内外の路線を階別で扱い、Kはシェンゲン域内、Lはシェンゲン域外向けである。レストランやショップ、ラウンジなどがあるが、チェックインカウンターなどはターミナル2にしかない。
ターミナル2との連絡はボンバルディア・トランスポーテーションのピープルムーバーInnovia APM 300を用いている。。ターミナル2の建設当初より荷捌き場へ向けて未使用のトンネルが用意されており、そこを4両のピープルムーバー2編成が交互に走行している。4両のうち2両がシェンゲン域内扱いで、1両がシェンゲン域外扱い、1両はEUの保安基準を満たさない国からの到着客、というように区分されている。所要時間は1分。
ターミナル1の旅客数は余裕があったのに対し、ターミナル2の旅客数は2013年に2750万人と計画を大きく超えており、ターミナル2の拡張を必要としていた。サテライトの建設は2010年に承認され2012年に着工、2015年末に竣工した。1月からボランティアの協力でテストを重ね、2016年4月22日に開業式を行い、26日より運用されている。全体で6億5000万ユーロかかり、それは空港会社とルフトハンザが支出した。これによって旅客容量は年間1100万人増えた。

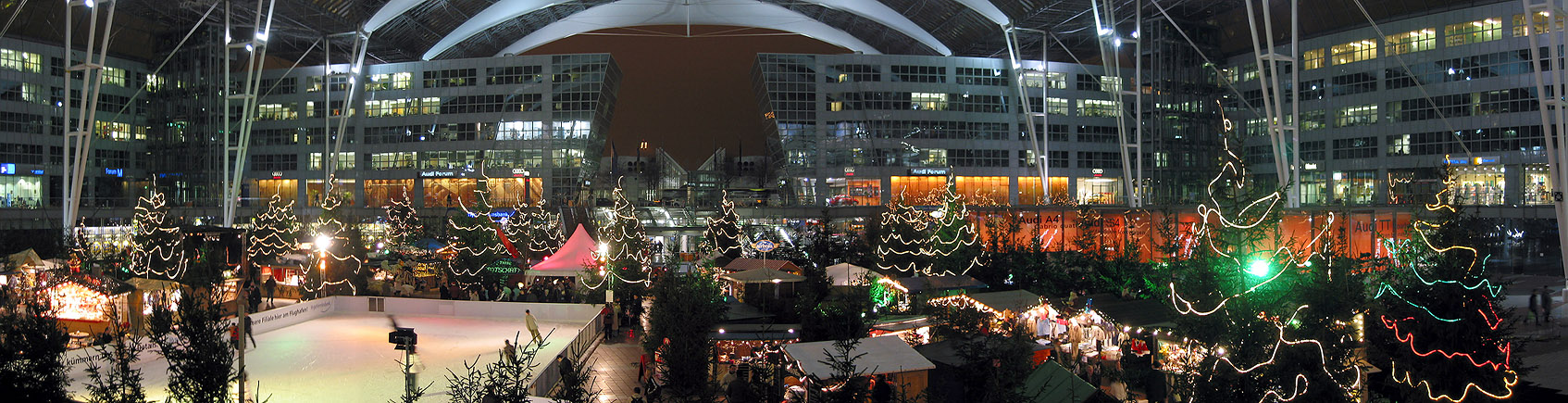
ミュンヘンエアポートセンター
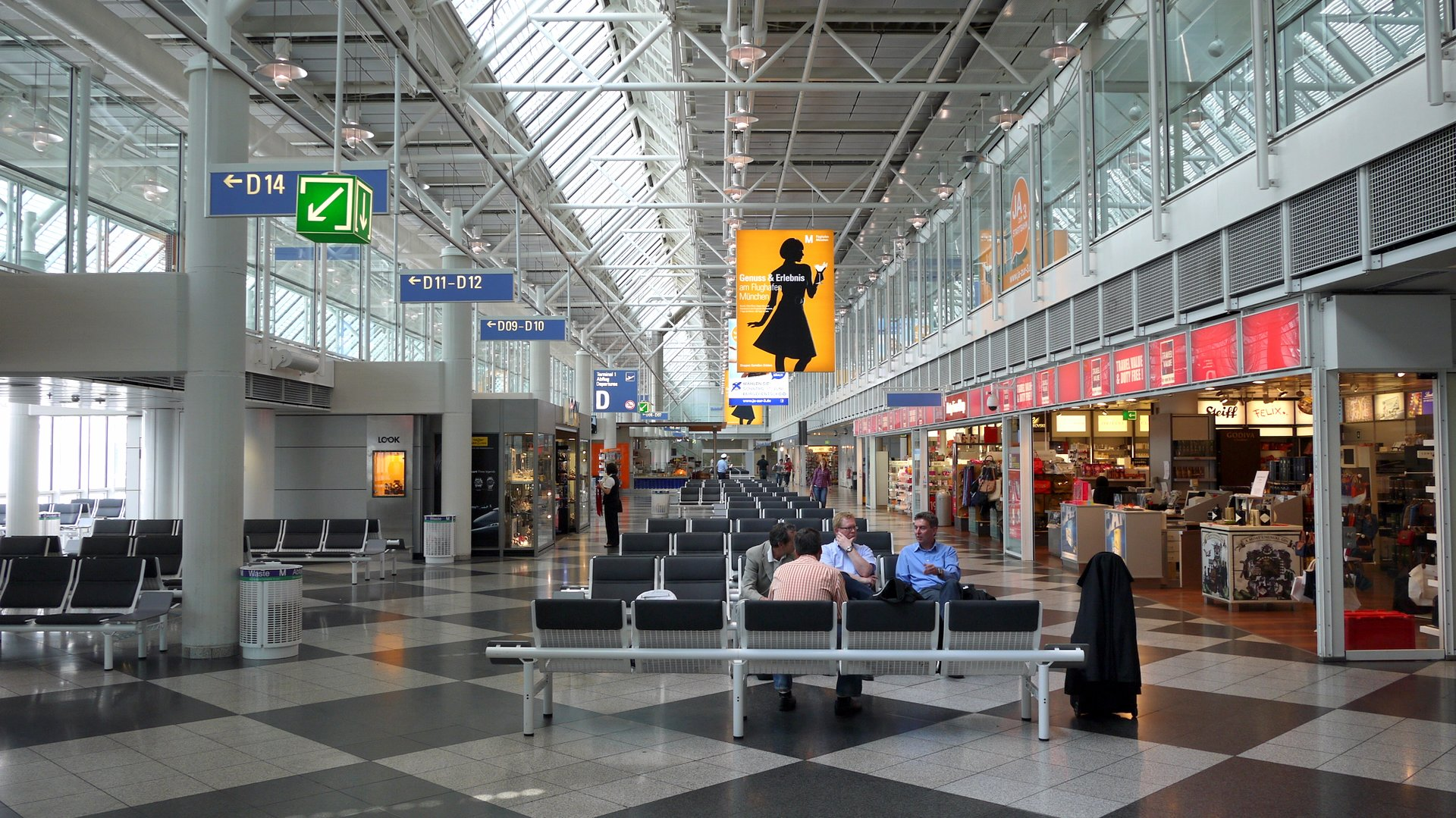
ゲートラウンジ（ターミナル1）
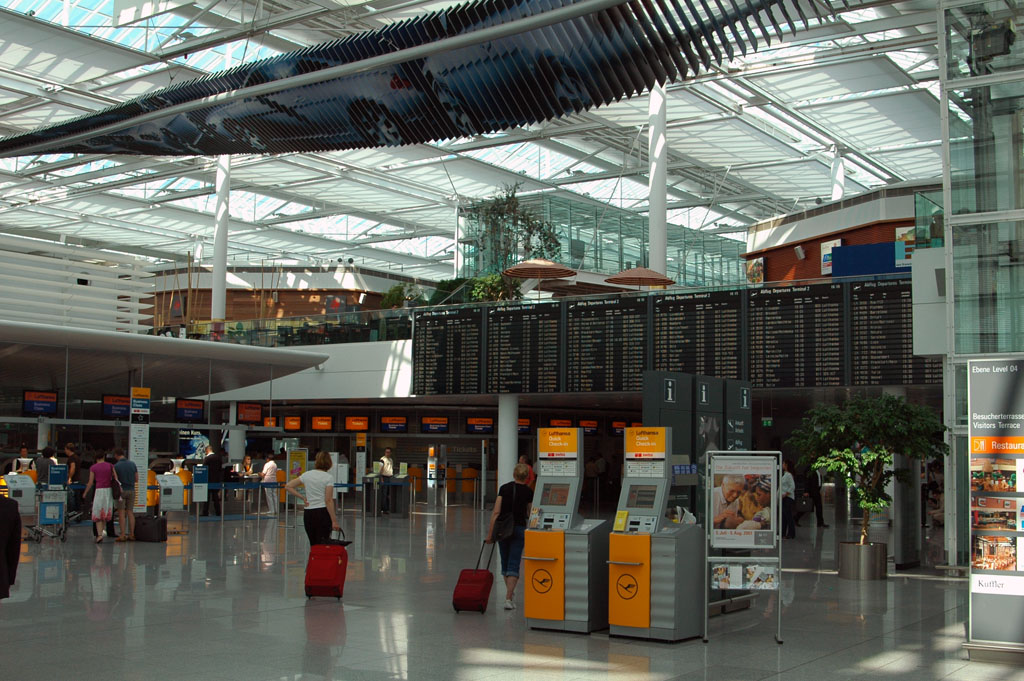
チェックインカウンター（ターミナル2）
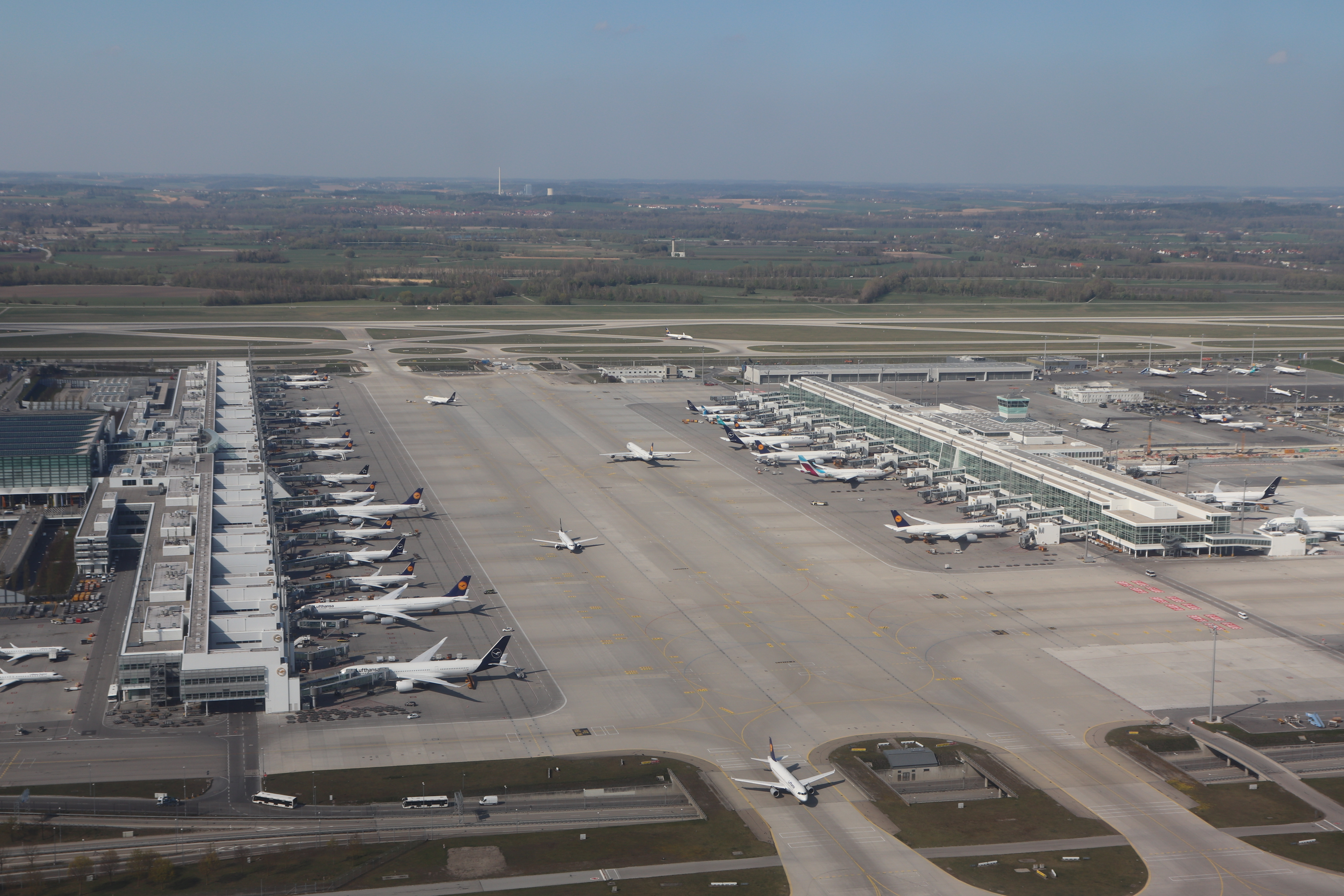
ターミナル2(左)とターミナル2サテライト(右)
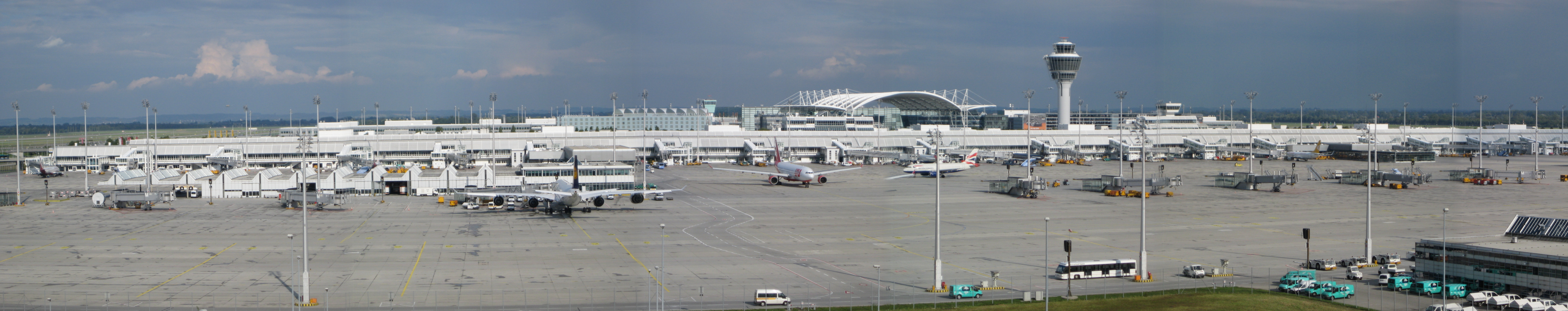
ビジターパーク（上掲地図のB地点）から見たターミナル
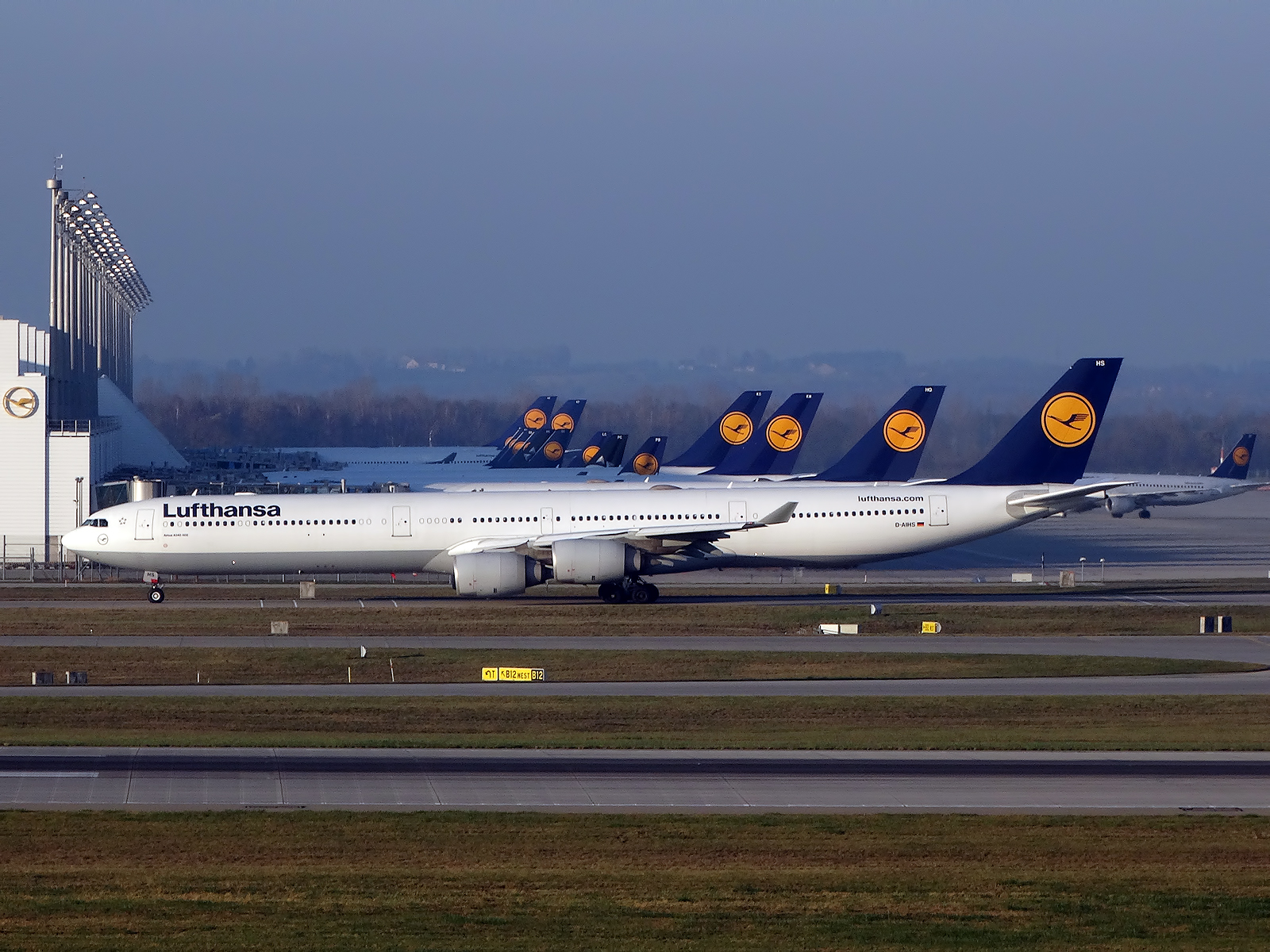
ミュンヘン空港にずらりと並ぶルフトハンザ機

### 貨物ターミナル
貨物取扱施設はターミナル1よりさらに西側にあり、2007年には国際間取引のための建物が増設された。

## 利用状況

前身空港を含めた利用の推移。青:旅客数(百万人)、赤:発着数(万回)、緑:貨物量(万t)

| 年   | 旅客数     | 貨物量(t) | 発着回数 |
| ---- | ---------- | --------- | -------- |
| 2018 | 46,253,623 | 368,377   | 413,469  |
| 2017 | 44,577,241 | 378,803   | 404,505  |
| 2016 | 42,261,309 | 353,650   | 394,430  |
| 2015 | 40,981,522 | 336,162   | 379,911  |
| 2014 | 39,700,515 | 309,361   | 376,678  |
| 2013 | 38,672,644 | 287,809   | 381,951  |
| 2012 | 38,360,604 | 290,301   | 398,039  |
| 2011 | 37,763,701 | 303,655   | 409,956  |
| 2010 | 34,721,605 | 274,729   | 389,939  |
| 2008 | 34,530,593 | 256,757   | 432,296  |
| 2005 | 28,619,427 | 202,844   | 398,838  |
| 2000 | 23,125,872 | 133,234   | 319,009  |
| 1995 | 14,867,922 | 70,519    | 213,951  |
| 1992 | 12,018,202 | 56,847    | 192,153  |
| 1990 | 11,423,838 | 61,221    | 191,856  |
| 1980 | 6,057,997  | 39,091    | 142,032  |
| 1970 | 3,550,929  | 31,943    | 102,907  |
| 1960 | 794,613    | 7,506     | 50,108   |
| 1950 | 69,044     | 1,273     | 5,332    |

## 就航路線

### 旅客
| 航空会社                                                                   | 就航地 | ターミナル / ホール |
| -------------------------------------------------------------------------- | --- | ------------------- |
| エア・アラビア・エジプト                                                   | [チャーター便]: マルサ・アラム | 1-B                 |
| ブリティッシュ・エアウェイズ                                               | ロンドン/ヒースロー | 1-B                 |
| コンドル航空                                                               | アガディール、アンタルヤ、フエルテベントゥーラ、フンシャル、フルガダ、ランサローテ、ラルナカ、コルフ、ラス・パルマス/グラン・カナリア、マラガ、マルサ・アラム、サンタクルーズ・デ・ラ・パルマ、シャルム・エル・シェイク、テネリフェ南 [季節運航]: ブルガス、ダラマン、ジェルバ、ハンブルク、ハノーファー、イラクリオン、イビサ、コス島、パーダーボルン/リップシュタット、パルマ・デ・マヨルカ、ロードス、サントリーニ | 1-B                 |
| デルタ航空                                                                 | アトランタ | 1-B                 |
| ロイヤル・エア・モロッコ                                                   | マラケシュ | 1-B                 |
| ロイヤル・ヨルダン航空                                                     | アンマン [2012年4月19日まで運航] | 1-B                 |
| S7航空                                                                     | モスクワ/ドモジェドヴォ | 1-B                 |
| チュニスエア                                                               | ジェルバ、エンフィダ、チュニス | 1-B                 |
| ヤクーツク航空                                                             | イルクーツク | 1-B                 |
| アエロフロート                                                             | モスクワ/シェレメーチエヴォ | 1-C                 |
| カイロ航空                                                                 | チャーター便: フルガダ | 1-C                 |
| アトラスグローバル                                                         | チャーター便: アンタルヤ | 1-C                 |
| カルパトエア                                                               | ティミショアラ | 1-C                 |
| エミレーツ航空                                                             | ドバイ | 1-C                 |
| エティハド航空                                                             | アブダビ | 1-C                 |
| ヌーベル航空                                                               | チャーター便: ジェルバ、エンフィダ | 1-C                 |
| オマーン・エア                                                             | マスカット | 1-C                 |
| ペガサス航空                                                               | イスタンブール/サビハ・ギョクチェン | 1-C                 |
| ポーレット航空                                                             | ヴォロネジ | 1-C                 |
| ロシア航空                                                                 | サンクトペテルブルク | 1-C                 |
| ルースライン                                                               | クラスノダール、ヴォルゴグラード | 1-C                 |
| スカイ・エアラインズ                                                       | アンタルヤ | 1-C                 |
| サンエクスプレス                                                           | アンタルヤ、イスタンブール/サビハ・ギョクチェン、イズミル | 1-C                 |
| サンエクスプレス 運航は サンエクスプレス・ドイツ                           | アダナ、ガズィアンテプ、フルガダ、マルサ・アラム、シャルム・エル・シェイク | 1-C                 |
| テールウインド航空                                                         | チャーター便: アンタルヤ | 1-C                 |
| タロム航空                                                                 | ブカレスト、シビウ | 1-C                 |
| ウクライナ国際航空                                                         | キエフ/ボルィースピリ [2012年5月27日から就航] | 1-C                 |
| ウラル航空                                                                 | エカテリンブルク [2012年3月28日から就航] | 1-C                 |
| UTエアー                                                                   | チュメニ | 1-C                 |
| エアリンガス                                                               | コーク、ダブリン | 1-D                 |
| エールフランス                                                             | パリ/シャルル・ド・ゴール | 1-D                 |
| エールフランス 運航は オップ!                                              | パリ/シャルル・ド・ゴール | 1-D                 |
| エア・バルティック                                                         | リガ | 1-D                 |
| ITAエアウェイズ                                                            | ローマ/フィウミチーノ | 1-D                 |
| フィンエアー                                                               | ヘルシンキ | 1-D                 |
| イベリア航空                                                               | マドリード | 1-D                 |
| イベリア航空 運航は エア・ノストラム                                       | マドリード | 1-D                 |
| ディスカバー・エアラインズ                                                 | サンタ・クルス・デ・ラ・パルマ(2025年10月26日より運航開始予定) | 不明                |
| アイスランド航空                                                           | [季節運航]: レイキャヴィーク/ケプラヴィーク | 1-D                 |
| インタースカイ                                                             | [季節運航]: エルバ | 1-D                 |
| OLTエキスプレス・リージョナル                                              | [季節運航]: ヘリングスドルフ | 1-D                 |
| KLMオランダ航空                                                            | アムステルダム | 1-D                 |
| KLMオランダ航空 運航は KLMシティホッパー                                   | アムステルダム | 1-D                 |
| ノルウェー・エアシャトル                                                   | オスロ/ガーデモエン、ストックホルム/アーランダ | 1-D                 |
| ブエリング航空                                                             | バルセロナ [2012年3月25日から就航] | 1-D                 |
| アルキア・イスラエル航空                                                   | [季節運航]: テルアビブ/ベン・グリオン | 1-F                 |
| エル・アル航空                                                             | テルアビブ/ベン・グリオン | 1-F                 |
| イズレール航空                                                             | [季節運航]: テルアビブ/ベン・グリオン | 1-F                 |
| サンドア国際航空 運航は エル・アル航空                                     | [季節チャーター便]: テルアビブ/ベン・グリオン | 1-F                 |
| エア・トランザット                                                         | [季節運航]: トロント | 1-Z                 |
| ブルガリアン・エアチャーター                                               | [季節運航]: ブルガス、ヴァルナ | 1-Z                 |
| イージージェット                                                           | エディンバラ、ロンドン/ガトウィック、ロンドン/スタンステッド、マンチェスター | 1-Z                 |
| TUIフライ・ドイッチュラント                                                | ボア・ヴィスタ、フエルテベントゥーラ、フルガダ、ランサローテ、コルフ、ラス・パルマス/グラン・カナリア、マルサ・アラム、サル、シャルム・エル・シェイク、テネリフェ・スール [季節運航]: アガディール、アンタルヤ、アラクソス/パトラ、コルフ、ダラマン、エンフィダ、ファロ、イラクリオン、ヘレス・デ・ラ・フロンテーラ、コス島、ルクソール、メノルカ、パルマ・デ・マヨルカ、ロードス、テルアビブ/ベン・グリオン、ウィーン | 1-Z                 |
| アストラ航空                                                               | [季節運航]: テッサロニキ [2012年5月26日から就航] | 未定                |
| ビン・エア                                                                 | マクデブルク/コッホシュタット | GAT                 |
| エア・カナダ                                                               | トロント | 2-3                 |
| 中国国際航空                                                               | アテネ、北京/首都 | 2-3                 |
| エバー航空                                                                 | 台北/桃園 | 2-3                 |
| 全日本空輸                                                                 | 東京/羽田 | 2-3                 |
| タイ国際航空                                                               | バンコク/スワンナプーム | 2-3                 |
| ターキッシュ エアラインズ                                                  | イスタンブール、イズミル[2012年7月1日から就航] | 2-3                 |
| ユナイテッド航空                                                           | シカゴ/オヘア、ニューアーク、ワシントン/ダレス | 2-3                 |
| アドリア航空                                                               | リュブリャナ、プリシュティナ | 2-4                 |
| エーゲ航空                                                                 | アテネ、カラマタ、テッサロニキ、ロードス [季節運航]: イラクリオン | 2-4                 |
| マルタ航空                                                                 | カターニア、マルタ | 2-4                 |
| オーストリア航空                                                           | ウィーン | 2-4                 |
| オーストリア航空 運航は チロリアン航空                                     | ウィーン | 2-4                 |
| シンバ・スターリング                                                       | ビルン | 2-4-                |
| クロアチア航空                                                             | スプリト、ザグレブ [季節運航]: ザダル | 2-4                 |
| エジプト航空                                                               | カイロ | 2-4                 |
| LOTポーランド航空                                                          | カトヴィツェ、ワルシャワ | 2-4                 |
| LOTポーランド航空 運航は ユーロLOT                                         | ポズナン、ヴロツワフ | 2-4                 |
| ルフトハンザドイツ航空                                                     | アンカラ、アンタルヤ、アテネ、バルセロナ、北京/首都、ベルリン/テーゲル、ボストン、ブリュッセル、ブカレスト、ブダペスト、カイロ、シャーロット、シカゴ/オヘア、ケルン/ボン、デリー、デュッセルドルフ、ドバイ、フランクフルト、ジュネーヴ、ハンブルク、ハノーファー、ヘルシンキ、香港、イスタンブール、イズミル、ジャカルタ/スカルノハッタ、ジッダ、キエフ/ボルィースピリ、ラルナカ、リスボン、ロンドン/ヒースロー、ロサンゼルス、マドリード、マラガ、マンチェスター、メキシコ・シティ [2012年10月28日から就航]、ミラノ/マルペンサ、ミラノ/リナーテ(2025年10月26日より運航再開予定)、モントリオール/トルドー、モスクワ/ドモジェドヴォ、ムンバイ、ナポリ、ニューヨーク/JFK、ニューアーク、オスロ/ガーデモエン、パリ/シャルル・ド・ゴール、リヤド(2025年10月26日より運航再開予定)、ローマ/フィウミチーノ、サンクトペテルブルク、サンフランシスコ、サンパウロ、ソウル/仁川、上海/浦東、シンガポール、ソフィア、ストックホルム/アーランダ、トビリシ、テルアビブ/ベン・グリオン、大阪/関西、東京/羽田、バレンシア [2012年3月31日から就航]、ヴェネツィア、ウィーン、ワシントン/ダレス、チューリッヒ [季節運航]: バスティア [2012年5月5日から就航]、ブルサ、カターニア、ダブリン、ファロ、マルタ、パレルモ、パルマ・デ・マヨルカ | 2-4                 |
| ルフトハンザ・リージョナル 運航は エア・ドロミティ                         | アンコーナ、バーリ、ボローニャ、カターニア、フィレンツェ、ジェノヴァ、ミラノ/マルペンサ、ピサ、ローマ/フィウミチーノ、トリエステ、トリノ、ヴェネツィア、ヴェローナ | 2-4                 |
| ルフトハンザ・リージョナル 運航は アウクスブルク航空                       | バーゼル/ミュールーズ、ベオグラード、ブレーメン、ブダペスト、ブルサ、ケルン/ボン、ドレスデン、フィレンツェ、ジュネーヴ、ヨーテボリ/ランドヴェッテル、グラーツ、クラクフ、ライプツィヒ/ハレ、パーダーボルン/リップシュタット、マドリード、パリ/シャルル・ド・ゴール、ポズナン、プラハ、ソフィア、シュトゥットガルト、タリン、トリノ、ウィーン、ワルシャワ、ヴロツワフ、ザグレブ、チューリッヒ [季節運航]: ナポリ、プーラ [2012年5月5日から就航] | 2-4                 |
| ルフトハンザ・リージョナル 運航は ルフトハンザ・シティーライン             | アムステルダム、バーゼル/ミュールーズ、ベオグラード、ベルリン/テーゲル、ビルバオ、バーミンガム、ブレーメン、ブリュッセル、ブカレスト、ブダペスト、ブルサ、キシナウ、クルージュ＝ナポカ、ケルン/ボン、コペンハーゲン、ドネツィク、ドレスデン、デュッセルドルフ、フィレンツェ、グダニスク、ジュネーヴ、ハノーファー、クラクフ、ライプツィヒ/ハレ、ロンドン/シティ、ルクセンブルク、リヨン、リヴィウ、マンチェスター、マルセイユ、ミュンスター/オスナブリュック、ニース、ニュルンベルク、オスロ/ガーデモエン、パーダーボルン/リップシュタット、パリ/シャルル・ド・ゴール、プラハ、ローマ/フィウミチーノ、ロストック、サラエヴォ、シビウ、シュトゥットガルト、ティミショアラ、ティラナ、トゥールーズ、ウィーン、ワルシャワ、ズィルト、ザグレブ、チューリッヒ [季節運航]: ドゥブロヴニク、モンペリエ [2012年3月31日から就航]、オルビア、スプリト、ザダル | 2-4                 |
| ルクスエア                                                                 | ルクセンブルク | 2-4                 |
| カタール航空                                                               | ドーハ | 2-4                 |
| スカンジナビア航空                                                         | コペンハーゲン、オスロ/ガーデモエン | 2-4                 |
| シンガポール航空                                                           | マンチェスター、シンガポール | 2-4                 |
| スイスインターナショナルエアラインズ 運航は スイスヨーロピアンエアラインズ | チューリッヒ | 2-4                 |
| TAP ポルトガル航空                                                         | リスボン | 2-4                 |

### 貨物
| 航空会社                                                                             | 就航地                                                                         |
| ------------------------------------------------------------------------------------ | ------------------------------------------------------------------------------ |
| BAEシステムズ                                                                        | ウォートン                                                                     |
| ビン・エア                                                                           | チャーター便のみ                                                               |
| ブリティッシュ・エアウェイズ・ワールドカーゴ 運航は グローバル・サプライ・システムズ | バーレーン、デリー、香港、ロンドン/スタンステッド                              |
| DHLアビエーション 運航は ヨーロピアン・エア・トランスポート                          | ライプツィヒ/ハレ                                                              |
| フェデックス・エクスプレス                                                           | フランクフルト、テルアビブ/ベン・グリオン                                      |
| ルフトハンザ・カーゴ                                                                 | ダカール、ムンバイ、深圳、ヴィラコッポス/カンピーナス                          |
| スター・エア                                                                         | アテネ、ケルン/ボン                                                            |
| スウィフトエア                                                                       | バルセロナ                                                                     |
| ASL航空ベルギー                                                                      | ブリュッセル、ジュネーヴ、カトヴィツェ、リエージュ、リュブリャナ、オストラヴァ |
| ウエスト・エア・スウェーデン                                                         | パリ/シャルル・ド・ゴール、シュトゥットガルト                                  |

### 過去に就航していた航空会社
| - LTU国際航空 - OLTエクスプレス・ドイツ - ハンブルク・インターナショナル - マレーヴ・ハンガリー航空 - エアモーリシャス - ブルー・ウィング航空 - カフミンボーデ航空 - チェコ航空 - VIA航空 - ベッレ・エアー - ユーロキプリア航空 | - フリーバード航空 - スカイ・エアラインズ - タジキスタン航空 - シリア・アラブ航空 - TACVカーボベルデ航空 - ブリテール - クリックエアー - アリタリア・エキスプレス - ヴァレー航空 - オリンピック航空 - コンチネンタル航空 | - フューチュラ国際航空 - クロアチア航空 - Jat航空 - コネクト・エア - ユーロウイングス - プリバット・エア - スパンエアー - ブルーバード・カーゴ - キャセイパシフィックカーゴ - エミレーツスカイカーゴ - カタール航空カーゴ |

など

## 空港アクセス

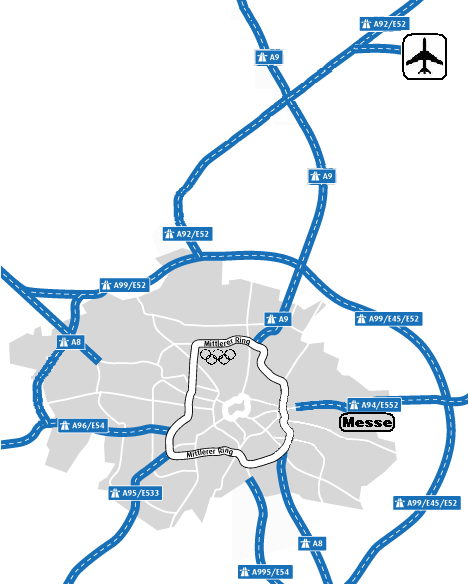
ミュンヘン国際空港周辺のアウトバーン

道路
アウトバーンA92号線と州道2584号線が接続している。ルフトハンザエクスプレスバスが15分おきにミュンヘン中央駅までの急行バスを運行している。また都市間バスがドイツ各地と結んでいる。
鉄道
ミュンヘンSバーンのS1、S8系統が交互に10分おきに空港とミュンヘン中心部を結んでいる。午前2時から4時までは運行していない。ミュンヘン中央駅までの所要時間は約45分である。ランツフートを経由してレーゲンスブルクまでの快速列車も運行されている。

## その他の情報
- 空港内に水素ステーションがあり、VIP向けの水素自動車が空港の周辺を走行している（一般人は使えない）。
- 2005年2月に中部国際空港と姉妹空港提携を結んだが、現在に至るまで直行便は設定されていない。
- 建設にいたる話題性と建築様式のため、空港自体がミュンヘンの大きな観光資源にもなっている。
- 両替システムが充実しており、UAEディルハムのような貨幣でも両替できる。